# Camarasauromorpha
De Camarasauromorpha vormen een onderverdeling van de Macronaria, een groep uit de Sauropoda, plantenetende dinosauriërs. De clade is voor het eerst in 1997 gedefinieerd door Salgado als de laatste gemeenschappelijke voorouder van de Camarasauridae en de Titanosauriformes en al zijn afstammelingen. In die vorm is het vermoedelijk een synoniem van Macronaria. Daarom is het begrip in 2004 geherdefinieerd door Upchurch als de groep omvattende de gemeenschappelijke voorouder van Saltasaurus en Camarasaurus en al zijn afstammelingen. Dit maakt het mogelijk dat bepaalde basale Macronaria erbuiten vallen. Welke dat in feite zijn is nog onduidelijk. Wellicht zijn de Titanosauriformes omvattender. De groep kent vormen uit het Jura en het Krijt.